# Laud de Coutances
Saint Laud ou Lô ou Laudon (lat. : Laudus, Lauto) fut évêque du diocèse de Coutances au VIe siècle, sans doute de 525 à 565. Reconnu saint, il est célébré le 22 septembre.

## Biographie
Selon les spécialistes, il serait plutôt né à Courcy, voire à Briovère (Saint-Lô), ou comme certains l'avancent en Angleterre ou au pays de Galles (baie de Cardigan). Dans tous les cas, saint Laud résidait notamment dans la ville de Briovère (Briovera) qui était une propriété familiale, ou éventuellement qu'il aurait acquis.
Avant l'âge de trente ans, il fut choisi par les évêques de Neustrie, et peut-être l'archevêque de Rouen, pour succéder à saint Possesseur à la tête du diocèse de Coutances. Il a participé à un conclave d'évêques à Angers en 529 ou 530. Il fut également présent en 541 et en 549 au quatrième et au cinquième concile d'Orléans. Il semble avoir donné de ses terres  pour y construire des monastères et des églises. Ainsi, il aménagea dans son diocèse de nombreux lieux de culte et organisa les paroisses. Il est même probable qu’il joua un rôle de premier plan dans l’organisation de l’Église franque. Il obtint du roi Childebert que Briovère et sa région soient détachés du diocèse de Bayeux.
Après sa mort, il fut canonisé rapidement et particulièrement honoré à Briovère où les habitants construisirent une église en son honneur : l'actuelle église Sainte-Croix, qui a porté son nom jusqu'au XIIIe siècle et qui aurait abrité son tombeau. Un pèlerinage y était effectué, et la ville prit alors le nom de Saint-Laud, puis Saint-Lô. On le retrouve également dans d'autres noms de commune de la Manche et du Calvados : Saint-Lô-d'Ourville, Saint-Louet-sur-Seulles et Saint-Louet-sur-Vire.

## Tradition
La Tradition rapporte la légende que saint Laud aurait été choisi comme évêque à seulement douze ans, à la suite d'un rêve prophétique qu'aurait eu en commun de nombreux évêques et chanoines de la région. Elle signale également qu’une femme aveugle de condition modeste retrouva la vue alors qu'elle se prosternait à ses pieds tandis qu’il bénissait l'assemblée. Des vitraux et des statues dans le département de la Manche, surtout vers Coutances et Saint-Lô, représentent ce miracle.

## Vénération

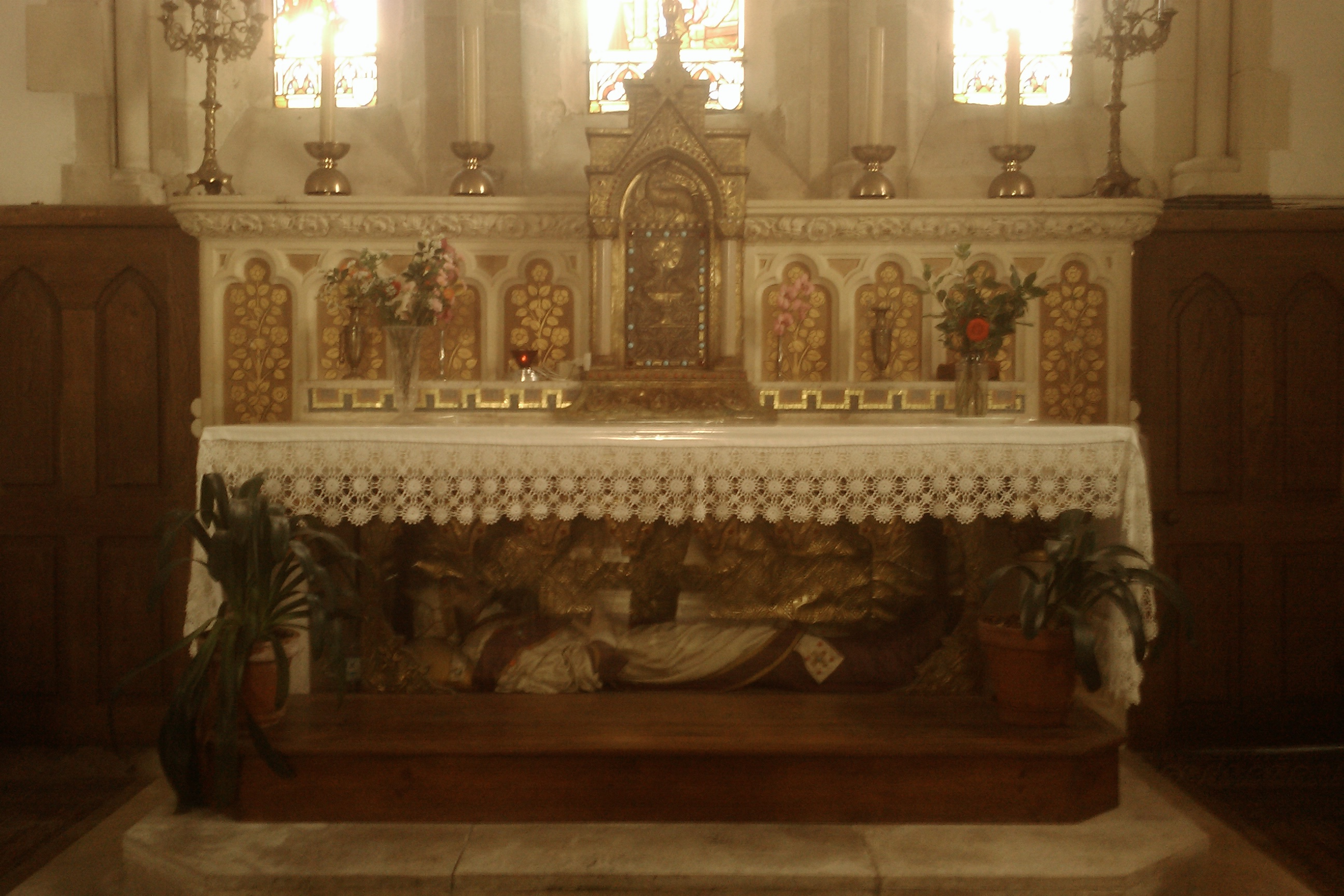
Gisant de saint Laud, église Saint-Lô de Courcy.

Les reliques de saint Laud ont été réparties principalement entre Angers, Bayeux et Rouen au VIIIe siècle pour les protéger de l’invasion normande. À Angers, elles furent confiées, avec d’autres reliques, à un chapitre de chanoines. Puis bien plus tard, en 1679, elles sont revenues à l'église Notre-Dame de Saint-Lô. Elles ont été sauvées de la profanation à la Révolution, et ont échappé aux bombardements de 1944. Elles reposent désormais pour partie dans la sacristie derrière une vitre de protection, et pour une autre à l'église Saint-Lô de Courcy.
En tant que saint guérisseur, il est invoqué pour les troubles de la vision, les maladies des yeux et la cécité. Il existe une source réputée curative à Courcy qui lui est dédiée, et qui a été un lieu de pèlerinage.

## Églises

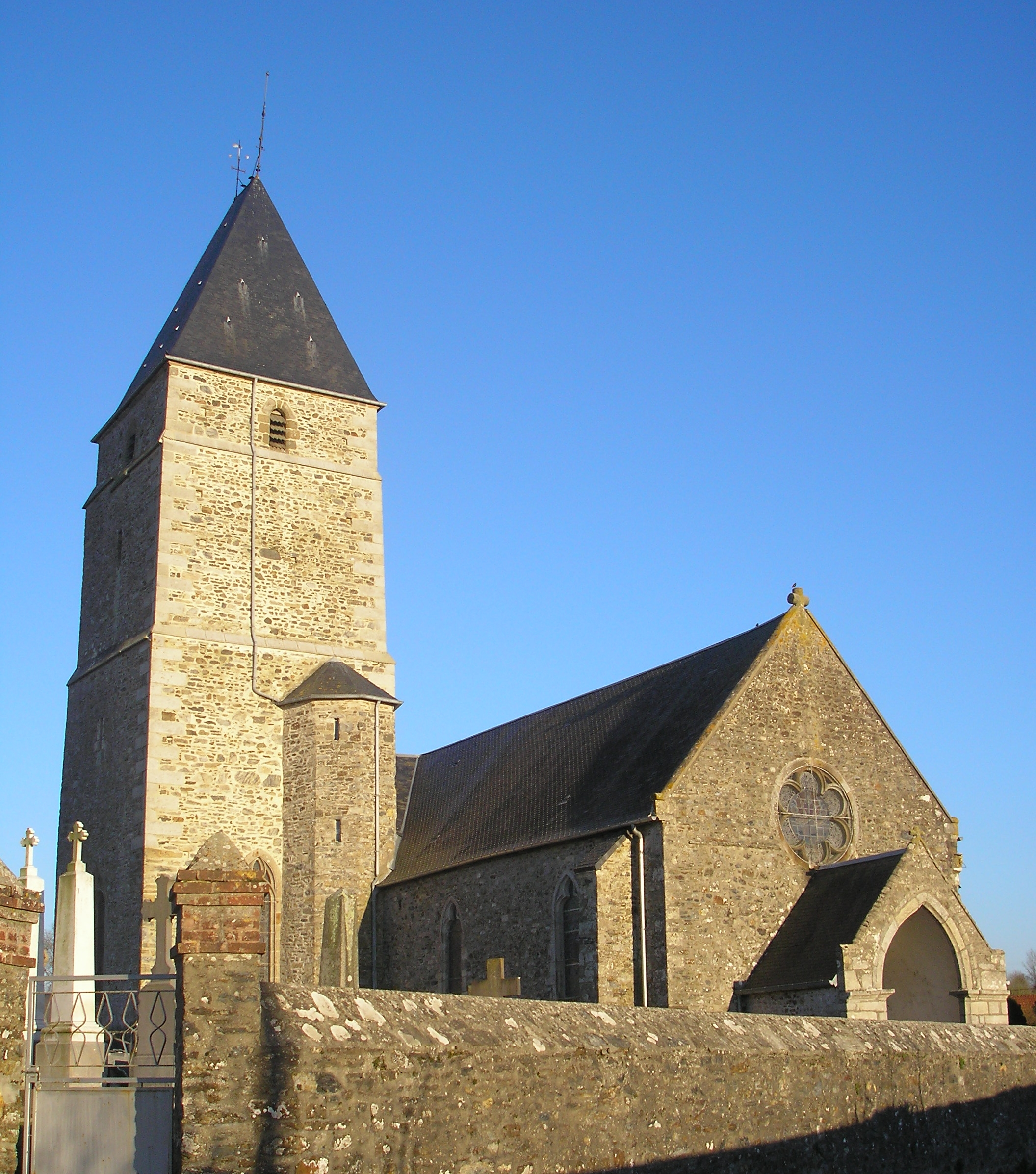
L'église Saint-Lô de Courcy.
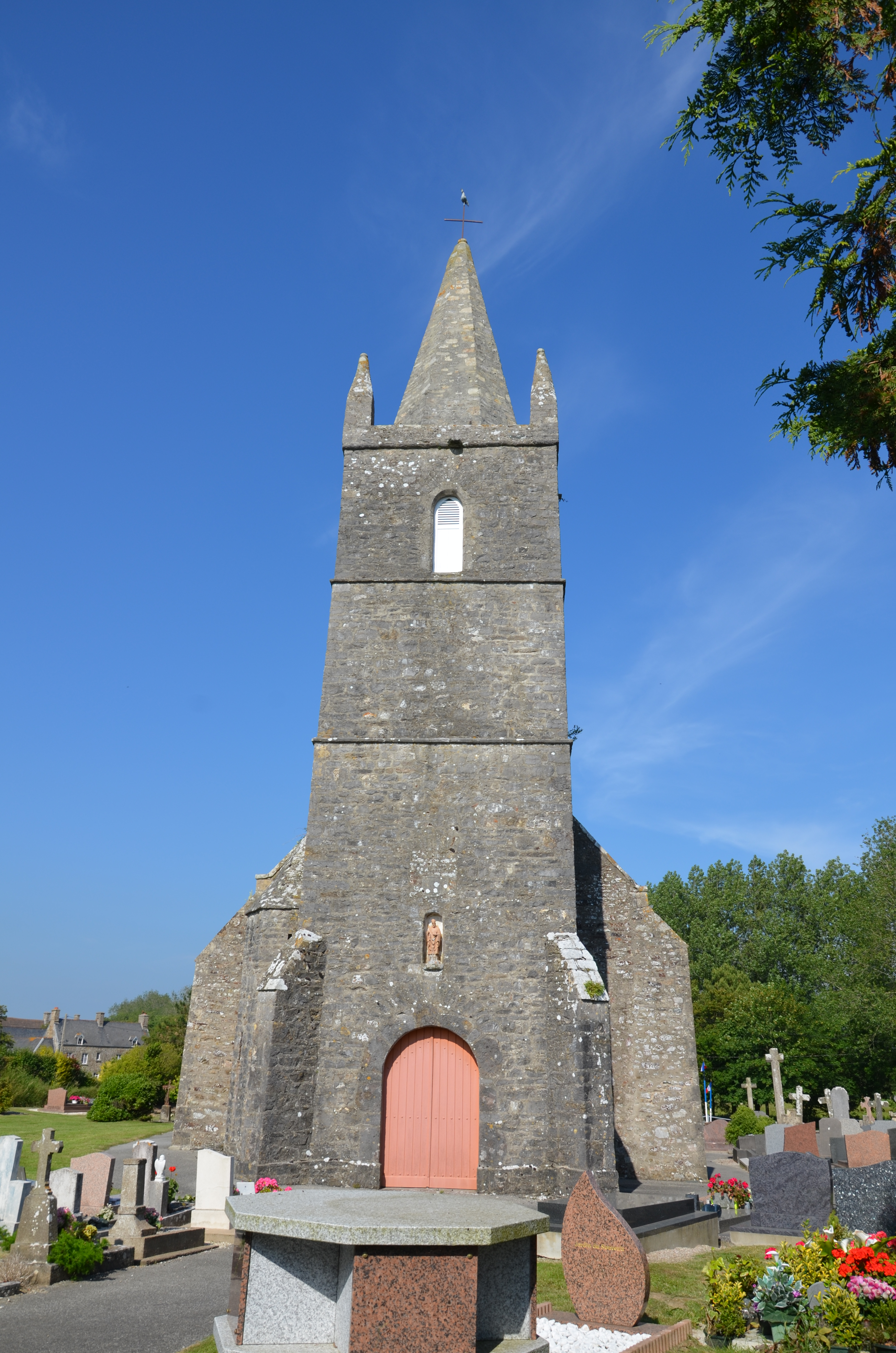
L'église Saint-Lô de Sénoville.
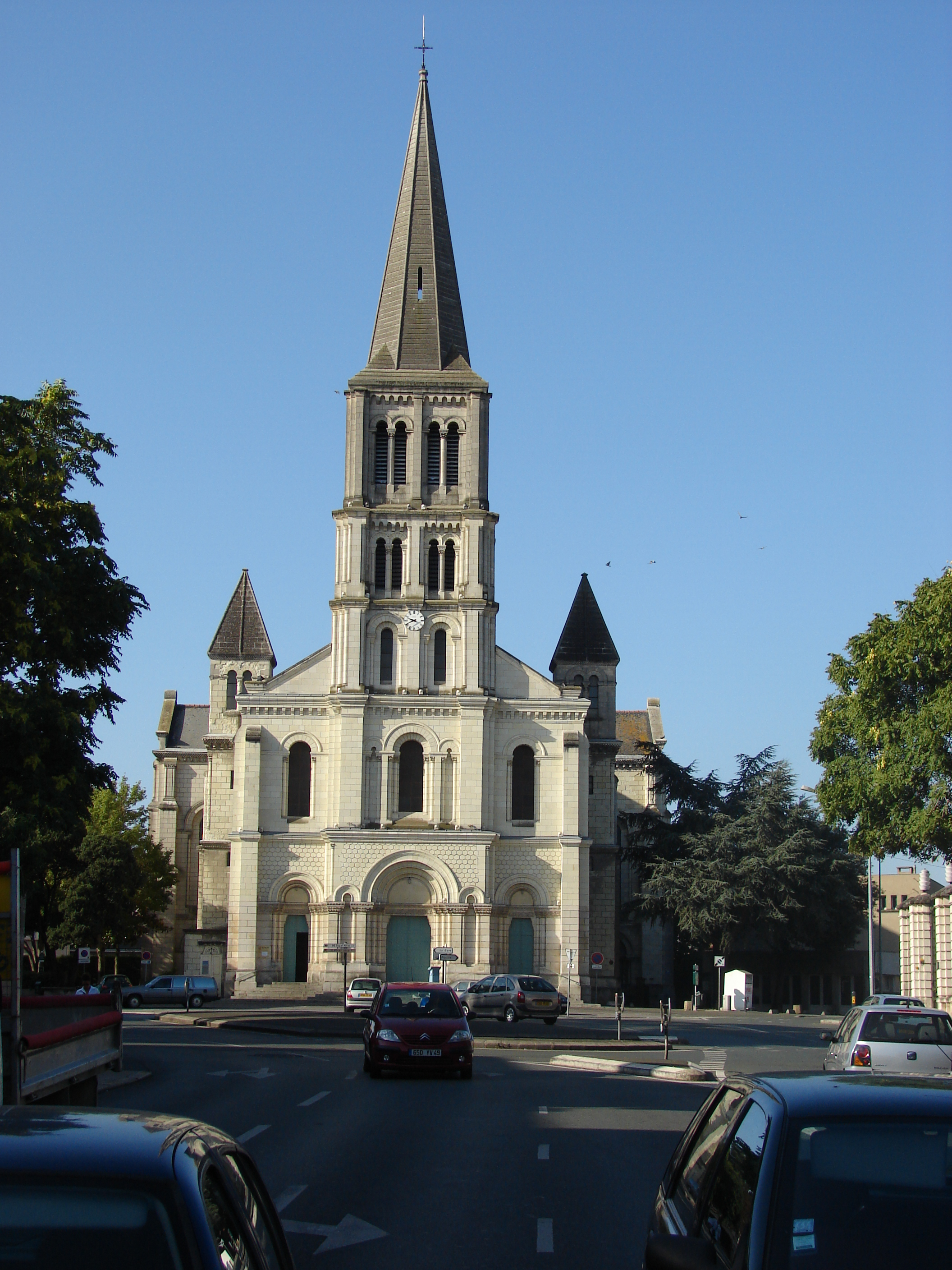
L'église Saint-Laud d'Angers.
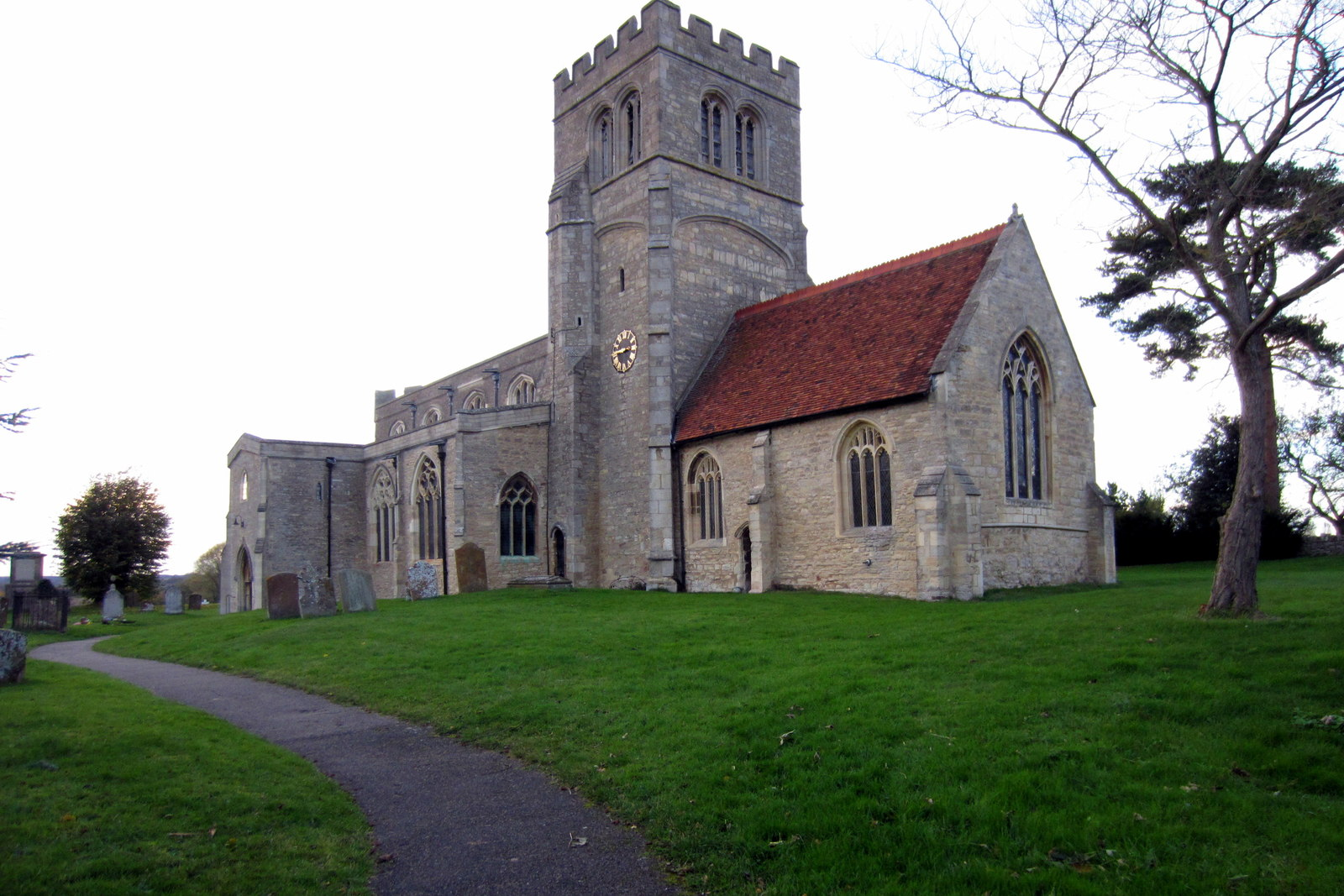
L'église Saint-Lô à Sherington, Buckinghamshire, Angleterre.
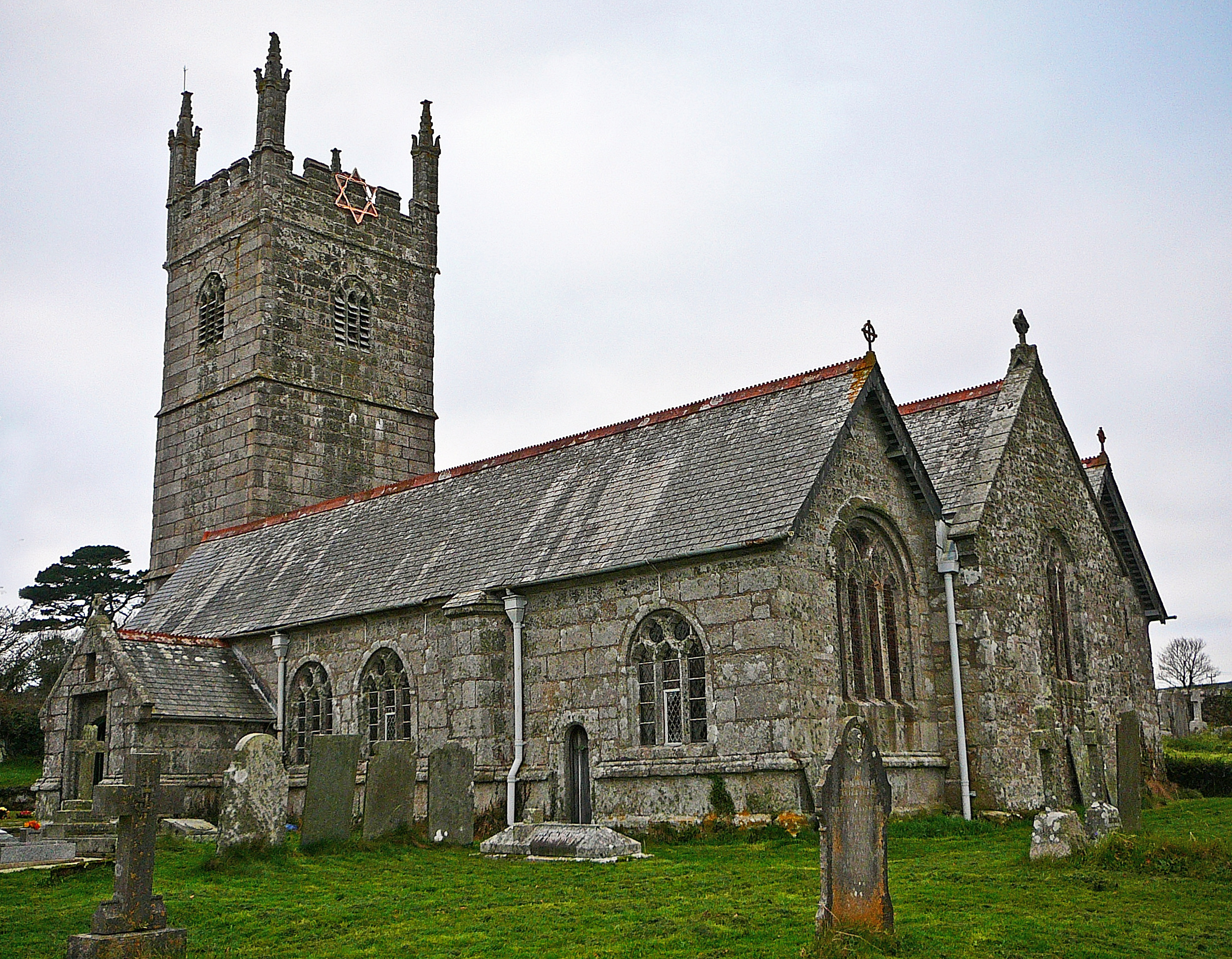
L'église Saint-Laudus à Mabe en Cornouailles, Angleterre, patron de la ville depuis 1201.